# Randana
Albums de Le Trio Joubran
Tamaas
(2003) Majâz
(2007)
Randana est le premier réel album du groupe Le Trio Joubran sorti le 28 avril 2005 sur le label Fairplay Randana d'Harmonia mundi.

## Historique
Ce disque constitue le premier enregistrement du trio en tant que tel après l'intégration du plus jeune des frères Joubran, Adnan Joubran, au duo formé par Samir et Wissam. Le titre de l'album vient de la contraction des mots Ranna signifiant « résonance » et  dandana signifiant « fredonnement ». Les trois frères jouent de l'oud et Samir Joubran chante sur le dernier morceau.

## Titres de l'album
1. Hawas
2. Misage
3. Shagaf
4. Safar
5. Ahwak